# Maluns
I maluns sono un piatto tradizionale grigionese, composto principalmente da patate.

## Descrizione
Vengono preparati con patate cotte nella loro giacca (solitamente il giorno prima), sbucciate e grattugiate, poi mescolate con un po' di farina in proporzioni che variano a seconda della ricetta. La miscela ottenuta viene poi fritta lentamente nel burro fino a formare delle palline o delle briciole dorate. Il piatto viene solitamente servito con una composta di mele, o altra frutta a seconda della stagione, e vari formaggi regionali ed, eventualmente, salumi, come il Salsiz (salsiccia secca) o la carne dei Grigioni. Sono anche tradizionalmente accompagnati da caffè al latte.

## Etimologia
La parola in romancio « maluns » viene dal latino micula/miculones : « piccole briciole ». I maluns sono conosciuti anche sotto il nome di Bündner Kartoffelribel in tedesco.